# Campeonato Chileno de Futebol de 1968
O Campeonato Chileno de Futebol de 1968 (oficialmente Campeonato Nacional de Fútbol Profesional de la Primera División de Chile) foi a 35ª edição do campeonato do futebol do Chile. Na primeira fase, os clubes jogavam em dois grupos, o "Metropolitano" (clubes da Província de Santiago e o "Provincial" (outras regiões do Chile). Na segunda fase os 5 mais bem colocados de cada um destes grupos jogava o "Grupo Nacional". Os outros jogavam o "Torneio Promocional", onde   o último colocado é rebaixado para a Campeonato Chileno de Futebol - Segunda Divisão. O campeão e o vice se classificam para a Copa Libertadores da América de 1969.

## Participantes
| Equipe                                        | Cidade        | Região                  | No ano anterior                                                     | Estádio                                 | Capacidade | Títulos                                                  | Participações |
| --------------------------------------------- | ------------- | ----------------------- | ------------------------------------------------------------------- | --------------------------------------- | ---------- | -------------------------------------------------------- | ------------- |
| Audax Club Sportivo Italiano                  | La Florida    | Província de Santiago   | Décimo Lugar                                                        | Estádio Santa Laura                     | 22.375     | 4 (1936, 1946, 1948, 1957)                               | 36            |
| Club Social y Deportivo Colo-Colo             | Ñuñoa         | Província de Santiago   | Terceiro Lugar                                                      | Estádio Nacional de Chile               | 55.100     | 9 (1937, 1938, 1940, 1944, 1947, 1953, 1955, 1960, 1963) | 36            |
| Club Universidad de Chile                     | Santiago      | Província de Santiago   | Quarto Lugar                                                        | Estádio Nacional de Chile               | 55.100     | 6 (1940, 1959, 1962,1964, 1965, 1967)                    | 31            |
| Unión Española                                | Independencia | Província de Santiago   | Quarto Lugar                                                        | Estádio Santa Laura                     | 22.375     | 2 (1943, 1951)                                           | 35            |
| Club de Deportes Santiago Wanderers           | Valparaíso    | Província de Valparaíso | Décimo Terceiro Lugar                                               | Estádio Elías Figueroa Brander          | 23.000     | 1 (1958)                                                 | 25            |
| Corporación Deportiva Everton de Viña del Mar | Viña del Mar  | Província de Valparaíso | Décimo Quarto Lugar                                                 | Estádio Sausalito                       | 25.000     | 2 (1950, 1952)                                           | 25            |
| Club Deportivo Palestino                      | La Cisterna   | Província de Santiago   | Décimo Segundo Lugar                                                | Estádio Santa Laura                     | 22.375     | 1 (1955)                                                 | 16            |
| Club Social de Deportes Rangers               | Talca         | Província de Talca      | Décimo Sexto Lugar                                                  | Estádio Fiscal de Talca                 | 8.324      | 0 (não possui)                                           | 17            |
| Club Deportivo Universidad Católica           | Las Condes    | Província de Santiago   | Vice Campeão                                                        | Estádio Independência                   | 13.500     | 4 (1949, 1954, 1961, 1966)                               | 29            |
| Corporación Club de Deportes Santiago Morning | Independencia | Província de Santiago   | Nono Lugar                                                          | Estádio Santa Laura                     | 22.375     | 1 (1942)                                                 | 30            |
| Club de Deportes La Serena                    | La Serena     | Província de Coquimbo   | Sétimo Lugar                                                        | Estádio La Portada                      | 18.500     | 0 (não possui)                                           | 9             |
| Club de Deportes Unión La Calera              | La Calera     | Província de Valparaíso | Décimo Sétimo Lugar                                                 | Estádio Municipal Nicolás Chahuán Nazar | 10.000     | 0 (não possui)                                           | 6             |
| Club de Deportes Unión San Felipe             | San Felipe    | Província de Aconcágua  | Oitavo Lugar                                                        | Estádio Municipal de San Felipe         | 18.500     | 0 (não possui)                                           | 6             |
| Club Deportivo Magallanes                     | Maipú         | Província de Santiago   | Quinto Lugar                                                        | Estádio Independência                   | 13.500     | 4 (1933, 1934, 1935, 1938)                               | 35            |
| Green Cross-Temuco                            | Temuco        | Província de Cautín     | Décimo Lugar                                                        | Estádio Municipal Germán Becker         | 20.930     | 0 (não possui)                                           | 4             |
| O'Higgins Fútbol Club                         | Rancagua      | Província de O'Higgins  | Décimo Primeiro Lugar                                               | Estádio El Teniente                     | 14.550     | 0 (não possui)                                           | 13            |
| Club Deportivo Huachipato                     | Talcahuano    | Província de Concepción | Sexto Lugar                                                         | Estádio Las Higueras                    | -----      | 0 (não possui)                                           | 2             |
| Club Social y de Deportes Concepción          | Concepción    | Província de Concepción | Acesso pelo Campeonato Chileno de Futebol de 1967 - Segunda Divisão | Estádio Municipal de Concepción         | 35.000     | 0 (não possui)                                           | 1             |

## Campeão
| Campeão Chileno 1968                                                 |
| -------------------------------------------------------------------- |
| Club de Deportes Santiago Wanderers (Valparaíso) (2º título) Campeão |